# Кузнецов, Алексей Борисович
Алексей Борисович Кузнецов (род. 25 августа 1971) — российский государственный деятель и управленец, первый заместитель директора Фонда развития промышленности с 2020 года.
Вице-губернатор Кировской области (2012—2016), исполняющий обязанности Председателя Правительства Кировской области (27 июня — 28 июля 2016).

## Биография
Родился 25 августа 1971 года в городе Горьком.
В 1994—2004 гг. — работал в Волго-Вятском банке Сбербанка России (занимал должности инженера, заместителя директора управления информатики и автоматизации банковских работ).
В 2004—2005 гг. — начальник отдела банковских технологий Волго-Вятского банка Сбербанка России.
В 2005—2008 гг. — директор управления внутреннего контроля по Волго-Вятскому банку Сбербанка России.
2008—2012 гг. — заместитель председателя правления Волго-Вятского банка — управляющий кировским отделением № 8612 Сбербанка России.
С 1 января 2012 г. — заместитель Председателя Правительства Кировской области.
С 27 июня по 27 июля 2016 года исполнял обязанности Председателя Правительства Кировской области.
С января 2017 года – старший управляющий директор АО «УЭК» (группа Сбербанка).
С февраля 2018 года — управляющий директор Фонда развития промышленности, с сентября 2019 года – заместитель директора Фонда развития промышленности, с марта 2020 года — первый заместитель директора Фонда развития промышленности.
С октября 2022 года - заместитель Председателя Правления ОАО АКБ НОВИКОМБАНК